# Batalla de Telamón
La batalla de Telamon fue un enfrentamiento entre la República romana y una alianza de galos el 225 a. C. Los romanos, liderados por los cónsules Cayo Atilio Régulo y Lucio Emilio Papo, derrotaron a los galos, para así ampliar su influencia en el norte de Italia.

## Antecedentes
Roma había estado en paz con las tribus de la Galia Cisalpina durante muchos años. De hecho, cuando una fuerza de galos transalpinos cruzó los Alpes en 230 a. C., los romanos movilizaron un ejército, pero no tuvo que intervenir porque los boyos se ocuparon de repeler a los invasores. Sin embargo, el hecho de que los romanos dividieran el territorio anteriormente galo de Picenum en 234 a. C., generó un fuerte resentimiento entre sus vecinos, los boyos y los ínsubrios. Lo cierto es que la conquista de la región había empezado en el 295 a. C., cuando fueron derrotados en Sentino la más meridional de las tribus, los senones.
En 225 a. C., los boyos y los ínsubrios pagaron grandes sumas de dinero a los gesatas, mercenarios de la Galia Transalpina dirigidos por Aneroëstes y Concolitanus, para que se unieran a ellos en la lucha contra Roma. Los romanos, alarmados por esta movilización celta, pactaron un tratado con el cartaginés Asdrúbal dándole el control sin restricciones de Hispania para así poder concentrarse en la amenaza más cercana.
Debe entenderse que las tribus de la Cisalpina no eran un grupo étnico unificado. El poderío de estas grandes tribus, boyos e ínsubrios, llevó a que otras más pequeñas, como los cenómanos, buscaran en Roma su protección. La población de la región debía ser de un millón doscientos mil a un millón seiscientos mil habitantes. Estos números son muy estimativos, pues ninguna cifra de la época representa a la población total.
Los romanos llamaron a sus aliados en Italia para reclutar tropas. El cónsul Lucio Emilio Papo tenía cuatro legiones, 22 000 hombres en total, además de 32 000 soldados de pueblos aliados (socii), estacionados mayoritariamente en Ariminum. Situaron a 50 000 infantes y 4000 jinetes sabinos y etruscos en la frontera etrusca bajo el mando de un pretor (cifra posiblemente exagerada), y enviaron 40 000 umbros, sarsinates, vénetos y cenómanos para atacar el territorio de origen de los boyos y distraerlos de la batalla. El otro cónsul, Régulo, tenía un ejército del mismo tamaño que el de Lucio Papo, pero estaba estacionado en Cerdeña. En Roma había una reserva de 20 000 infantes y 1500 jinetes ciudadanos y 30 000 aliados a pie y 2000 a caballo, y dos legiones de reserva en Sicilia y Tarento formadas por 8400 infantes y 400 caballos.
Según Polibio, Roma y sus aliados contaban con 700 000 soldados de infantería y 70 000 de caballería. Los latinos aportaban 80 000 infantes y 5000 jinetes, los samnitas 70 000 de los primeros y 7000 de los segundos, los yapigios y mesapios 50 000 a pie y 16 000 montados, los lucanos 30 000 y 3000, los marsos, marrucinos, frentanos y vestinos 20 000 y 4000, romanos y campanios 250 000 y 23 000, o 348 200 y 26 600.

## Victoria gala en Fiesole
Los galos invadieron Etruria y comenzaron a marchar hacia Roma. Las tropas romanas estacionadas en la frontera etrusca se encontraron con ellos en Clusium, a tres días de Roma, donde ambos ejércitos acamparon. Esa noche, los galos, dejando a su caballería y sus fuegos de campamento como cebo, se retiraron a la ciudad de Fiesole, protegidos por fortificaciones. Por la mañana, la caballería gala se retiró a la vista de los romanos, siendo perseguida por éstos pensando que huían. En pleno avance, los romanos recibieron el contraataque del ejército galo y éste, debido a la sorpresa y la ventaja de su posición, salió victorioso tras una dura batalla. Seis mil romanos murieron y el resto se refugió en una colina donde intentó hacerse fuerte.
Aquella noche llegó Lucio Emilio Papo y acampó cerca. Aneroëstes persuadió a los galos para que se retirasen a lo largo de la costa etrusca con su botín para retomar la guerra más adelante, cuando aquel hubiera sido puesto en lugar seguro. Papo les persiguió y acosó por la retaguardia pero sin arriesgarse a entablar batalla. El otro cónsul, Régulo, se había trasladado desde Cerdeña, llegó a Pisa, y se dirigió hacia Roma. Sus exploradores se encontraron con los galos cerca de las forrajeras de Telamón (la actual Talamona).

## Fuerzas enfrentadas
Según Polibio cada cónsul disponía de 4 legiones romanas, contando con dos ejércitos de 20 800 infantes y 1200 jinetes y 30 000 infantes y 2000 jinetes aliados itálicos cada uno. Esto ha llevado a eruditos modernos, como Duncan Head, a estimar que ambas fuerzas romanas contarían con aproximadamente un centenar de miles de efectivos. Paul McDonnel-Staff dice que Atilio tendría 50 000 soldados y Papo 60 000.
En cuanto a los celtas, Polibio habla de 50 000 infantes y 20 000 jinetes y carros, pero Diodoro Sículo los eleva a 200 000. Según McDonnel-Staff sólo había 20 000 boyos y tauriscios y 30 000 ínsubrios y gesatas.

## La batalla

Mapa de los pueblos de la Galia Cisalpina.

Régulo situó sus tropas en orden de batalla y avanzados, en un intento de ocupar una colina sobre el camino por el que los galos tenían que pasar. Los galos, sin darse cuenta de la llegada de Régulo, suponiendo que Lucio Emilio Papo había enviado algunos de sus jinetes como avanzada, decidieron enviar algunos jinetes e infantería ligera contra ellos para ocupar la colina, pero tan pronto como vieron la estratagema del enemigo, desplegaron su infantería tanto delante como detrás.
Los galos colocaron a los gaesatae e insubrios en la parte posterior contra Papo, y a los boyos y tauriscios al frente, contra Régulo, sus alas protegidas por los carruajes y carros y una pequeña fuerza que custodiaba el botín en otro cerro cercano. La batalla por la colina principal fue feroz, y aunque Papo envió la caballería para ayudar, Cayo Régulo murió en el combate y su cabeza fue llevada a los dirigentes galos. Al final, sin embargo, la caballería romana logró la posesión del cerro.
Los romanos, avanzando en ambas direcciones, lanzaron una lluvia de jabalinas, que devastó a los gaesatae, vulnerables en la parte posterior y que luchaban desnudos con pequeños escudos. Algunos se precipitaron violentamente contra el enemigo y fueron muertos. Otros se retiraron hasta el ejército, su retirada provocó un desorden entre sus aliados. La jabalina romana obligó a retirarse al enemigo, y la infantería avanzó en manípulos. Los insubrios, boyos y tauriscios mantuvieron su posición con tenacidad, pero los escudos y las espadas romanas fueron más efectivas en combate cuerpo a cuerpo que los escudos más pequeños de los galos y sus largas espadas, haciendo que los romanos se impusieran. Finalmente, la caballería romana atacó por debajo de la colina en uno de los flancos de los galos. Su infantería fue sacrificada y la caballería gala se retiró.
Alrededor de 40 000 galos murieron y 10 000 fueron capturados, incluyendo a Concolitanus. Aneroëstes escapó con un pequeño grupo de seguidores que se suicidó con él. Lucio Emilio Papo llevó a cabo una expedición de castigo en contra de los boyos, y más tarde utilizó el botín tomado en la ceremonia de su triunfo. Según Paulo Orosio, los registros oficiales hablan de 3000 romanos muertos, pero historiadores modernos duplican esa cifra.

## Consecuencias
Los boyos se rindieron después de una feroz campaña de castigo de los cónsules Tito Manlio Torcuato y Quinto Fulvio Flaco al año siguiente. Según Orosio, fueron los primeros en cruzar el río Po y dieron muerte a 23 000 ínsubrios y capturaron a otros 6000.
En marzo de 223 a. C., los cónsules Publio Furio Filo y Cayo Flaminio marcharon contra los ínsubrios con ayuda de los celtas anares y cenómanos, que se habían vuelto sus aliados. Su ejército se componía de unos cuatro legiones romanas más una fuerza equivalente de latinos, campanios y umbros, en total, 40 000 hombres. Fueron trasladados en mar desde Pisae hasta Genoa, luego atravesaron los Alpes marítimos para seguir al interior.
Los ínsubrios salieron a enfrentarlos en una batalla decisiva con 50 000 guerreros (cifra considerada exagerada). El encuentro se dio al este de la actual Castelnuovo Bocca d'Adda. Los romanos, aunque sabían que los enemigos los superaban por mucho en número, dejaron al otro lado del río Oglio a sus aliados celtas, temiendo que los traicionaran, y derribaron los puentes. También dejaron claro a sus legionarios que sólo podían vencer o morir. Los cónsules formaron a su ejército con la orilla del río a sus espaldas, tan cerca que si retrocedían un poco los soldados entrarían en sus aguas. Los romanos triunfaron porque se adoptaron la táctica de apuñalar al enemigo mientras rechazaban sus golpes con sus escudos, en cambio, los celtas sólo podían lanzar tajos de arriba abajo pues sus espadas no tenían punta. Cayeron 9000 celtas y se tomaron 17 000 prisioneros.
Un año más tarde, los cónsules Marco Claudio Marcelo y Cneo Cornelio Escipión Calvo rechazaron la petición de paz de los ínsubrios. Los celtas contrataron 30 000 gesatas en el Ródano y se prepararon para resistir. Acorde a Tito Livio, esta fue la primera vez que romanos cruzaron el Po y asediaron Acerrae pero los ínsubrios respondieron atacando a los anares y sitiando Clastidio. Entonces Marcelo tomó parte de sus legiones y fue a ayudar a sus aliados, encontrándose que los celtas levantaron el asedio y le presentaban batalla campal. Ese día la caballería romana, sin ayuda, empujó a los celtas contra el Po, muriendo muchos ahogados. Los gesatas fueron aniquilados y su rey, Virdomaro, fue muerto por la espada de Claudio, quien luchó en primera línea. Por su parte, Escipión tomó Acerrae y los ínsubrios se retiraron a Mediolanum, su capital hasta entonces floreciente. El cónsul la tomó por asalto y devastó el territorio.
Finalmente, la tribu celta se rendía sin condiciones a Roma. La Galia Cisalpina quedó bajo poder romano hasta la segunda guerra púnica en 218 a. C.. Pasarían otros quince años hasta que Roma expulsara a los cartagineses de la zona y sería entre el 200 y 191 a. C. que reconquistaran la zona. Esta mantendría grados diversos de autonomía hasta su integración gradual pero definitiva durante el siglo I a. C.. Sería la expulsión de los boyos lo que dejaría grandes territorios disponibles, permitiendo la colonización latina del área. Según el historiador militar estadounidense Aryeh Nusbacher, los celtas sólo hubieran podido triunfar si hubieran concentrado todas sus fuerzas en enfrentar a uno de los ejércitos consulares, de haberlo vencido podrían haberse enfrentado al segundo por separado.

### Antiguas
De las obras antiguas, los libros son citados con números romanos y capítulos y/o párrafos con indios.
- Diodoro Sículo. Biblioteca histórica. Libro XXV (fragmentos). Digitalizado por UChicago. Basado en traducción griego antiguo-inglés por F. R. Walton, Harvard University Press, volumen IX de la Loeb Classical Library, 1957.
- Dion Casio. Historia romana. Libro XII (fragmentos). Digitalizado por UChicago. Basado en traducción griego antiguo-inglés por Earnest Cary sobre la base de la versión de Herbert Baldwin Foster, 1914, volumen II de Loeb Classical Library.
- Flavio Eutropio. Compendio de la Historia romana. Libro III. Digitalizado por Forum Romanum. Basado en traducción latín-inglés por John Selby Watson, 1853, Londres: Henry G. Bohn.
- Paulo Orosio. Historia contra los paganos. Traducción latín-inglés, introducción y notas por A. T. Fear, 2010, Liverpool University Press. ISBN 9781846312397. Véase Libro IV. Versión en latín de Attalus, basada en edición de Karl Friedrich Wilhelm Zangemeister, 1889, Viena, corregida por Max Bänziger.
- Polibio. Historias. Libro II. Digitalizado por UChicago. Basado en traducción griego antiguo-inglés por William Roger Paton, 1922, Londres: W. Heinemann, volumen I de Loeb Classical Library.
- Tito Livio. Periocas. Versión digitalizada en 2003 por Livius. Basada en The Latin Library corregida con la edición de Paul Jal, Budé-edition, 1984. Traducción latín-inglés por Jona Lendering & Andrew Smith. Es un índice y resumen de una edición del siglo IV de su obra Ab Urbe condita (hoy mayormente perdida).

### Modernas
- Allen, Stephen (2001). Celtic Warrior: 300 BC-AD 100. Oxford: Osprey Publishing. ISBN 1-84176-143-5.
- Bandelli, Gino (1999). "La popolazione della Cisalpina dalle invasioni galliche alla guerra sociale". En Domenico Vera. Demografia, sistemi agrari, regimi alimentari nel mondo antico: atti del convegno internazionale di studi: Parma, 17-19 ottobre 1997. Bari: Edipuglia, pp. 189–215. ISBN 9788872282328.
- Bandelli, Gino (2017). "Le comunità della Transpadana dalla guerra gallica del 225-222 a.C. alla "Lex Pompeia" dell’89 a.C.: Dati recenti e problemi aperti su alcuni aspetti di ordine istituzionale". Gerión. Vol. 35, N.º 2, pp. 373–400. ISSN 0213-0181.
- Head, Duncan (2012). Armies of the Macedonian and Punic Wars. Lulu. ISBN 9781326256562.
- Knobloch, Roberto (2012). "'...Così finì la guerra contro i Celti': gli scontri tra Romani e Insubri del 223-222 a. C.". En Insula Fulcherìa, vol. XLII, pp. 16–31.
- Ó hÓgáin, Dáithí (2002). The Celts: A History. Boydell Press, ISBN 9780851159232.
- Pacheco López, Carlos (2010). "La batalla de Telamón". Revista Desperta Ferro, Núm. 2, pp. 30–37. ISSN 2171-9276.
- Perrett, Bryan (1992). The Battle Book. Londres: Arms and Armour Press. ISBN 1860198473.
- Sage, Michael M. (2013). The Republican Roman Army: A Sourcebook. Routledge. ISBN 9781134682881.